# Luśnia

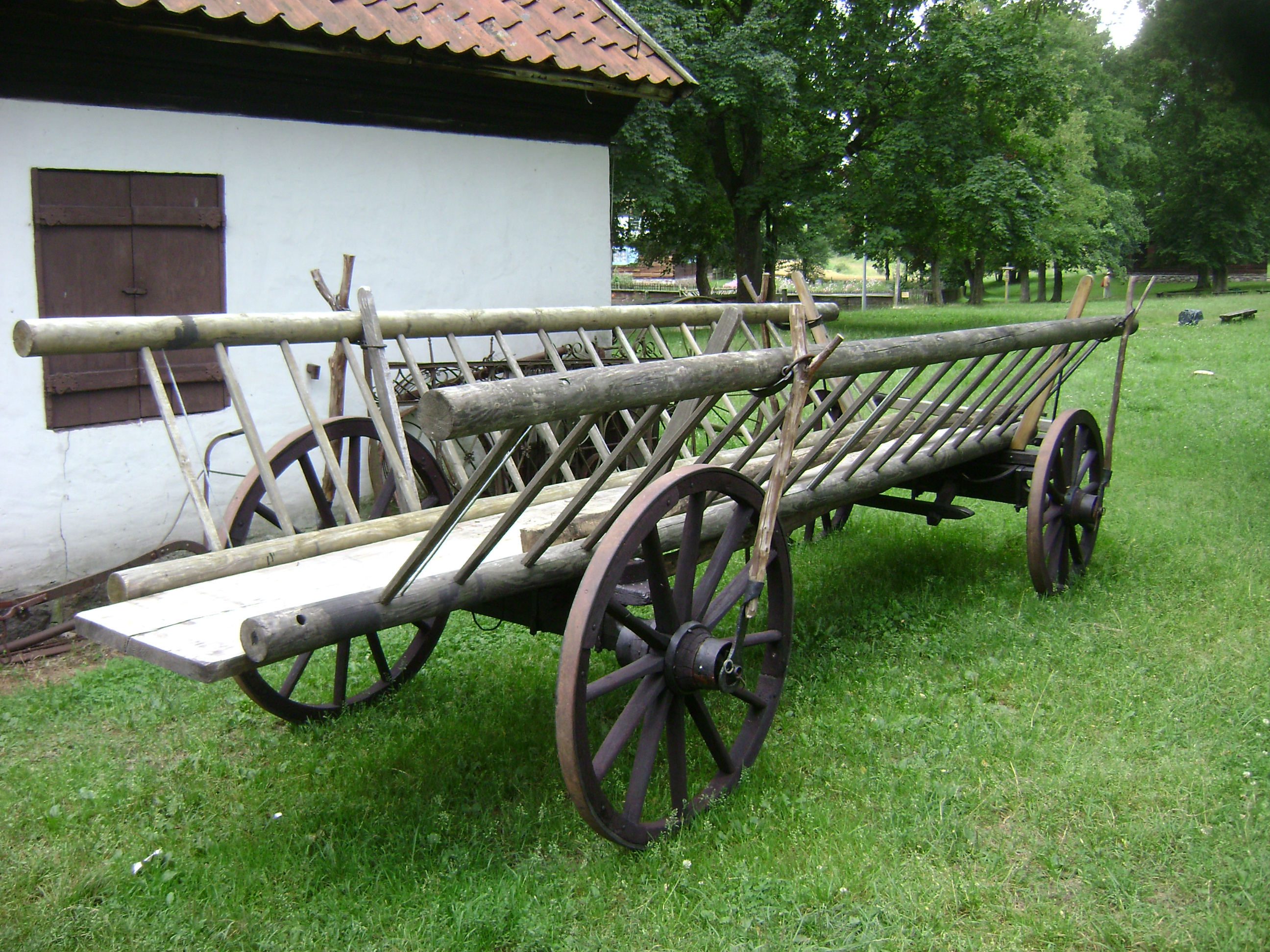
W pełni wyposażony wóz drabiniasty.

Luśnia – element wozu drabiniastego. Jest to drążek z twardego drewna, mocowany u dołu do zewnętrznej części osi metalowym pierścieniem, a u góry do bolca podpierającego drabinę. Luśnia służy jako wzmocnienie kłonicy, która, ze względu na duże siły rozpierające drabiny, sama nie wytrzymałaby ciężaru ładunku.